# Luka (Vrbovec)
Luka is een plaats in de gemeente Vrbovec in de Kroatische provincie Zagreb. De plaats telt 876 inwoners (2001).